# Club Atlético Central
El Club Atlético Central es un club de fútbol uruguayo fundado en 1909, en la ciudad de San José de Mayo. Juega en la Liga Departamental de Fútbol de San José.

## Historia

### Fundación
En los primeros meses del año 1909, época de más calor, un grupo de adolescentes se solía juntar a jugar al fútbol en la calle Solís, desde Artigas hasta Ituzaingó, en pleno centro de la ciudad, a pasos de la Plaza de los Treinta y Tres.
Entre ellos se encontraban varios jóvenes que serían parte del primer plantel del equipo, la mayoría vivían o trabajaban por la zona, como fueron Gil, Cobas, Cantú, López, Berois, Arias, Chabalgoity, Bogliolo y Díaz.
El fútbol estaba alcanzando una difusión cada vez mayor y proliferaban clubes en distintos barrios, por lo que surgió entre este grupo de adolescentes la idea de formar un club para competir. En las noches después de cada tenida, se reunian en los umbrales de la Cigarreria de Don Artidoro González a intercambiar ideas para formalizar la creación de un club de futbol.
Se desplazaron por la calle Artigas al norte, para de esa manera poder jugar partidos más formales en la plaza de las Carretas o de Frutos (hoy en día llamada plaza de Deportes), que era un campo de unas dos manzanas con una enorme cantera sobre el lado oeste. Limitaba al norte con el terraplén del Ferrocarril del Oeste, y llegaban allí también las carretas de campaña, donde acampaban, cargaban y descargaban las mercaderías.
El club fue fundado por jóvenes que no pasaban de 15 años. Si bien ya tenía nombre y habían conseguido los implementos necesarios para la práctica del deporte (camisetas, pelotas, etc.), al buscar inscribirse en la Asociación Maragata de Fútbol no lo logra, ya que no existían equipos en las categorías menores.
En 1910, finalmente, se organiza el primer Campeonato de Menores de la Asociación, para el cual Central se inscribe, comenzando a competir de manera oficial.
Si bien en el momento no se definió una fecha de fundación, la misma fue oficializada por el Dr. Miguel Carvajal al redactar los primeros Estatutos en el año 1926.

### Origen del nombre
No está del todo claro el origen del nombre del Club, existiendo tres versiones: 
1- Por indicación de un viajante de la época, que viajaba asiduamente a San José y era dirigente del Central Football Club (hoy llamado Central Español Fútbol Club) capitalino.
2- Todos los integrantes de la formación inicial del equipo eran del "Centro de la Ciudad".
3- Inspirado en los letreros que llevaban los vagones del ferrocarril, que indicaban como destino la Estación "Central". Estos vagones paraban, justamente, frente a la actual plaza de Deportes, donde practicaba el Club.
Esta última versión es la más aceptada, y fue la indicada por Don Pedro Cobas, uno de los miembros fundadores del Club.

## Símbolos

### Escudo y bandera
Tanto la bandera como el escudo del club contienen distintos diseños, pero con un mismo criterio: con bastones blancos y negros. En el caso de la bandera, son dos bastones horizontales negros y una franja central de color blanco, donde en su interior están las iniciales C.A.C. del club en rojo.
En el caso del escudo, los bastones son verticales y también hay mayor predominancia del color negro sobre el blanco: 3 a 2. En su interior destacan las iniciales del club, y contra la parte superior, las estrellas que representan los campeonatos ganados de la Copa Nacional de Clubes de OFI, de la cual Central es pentacampeón. Estos últimos dos detalles también son en color rojo, que es un color secundario de la institución.

## Uniforme
Don Antonio Schneider, allegado al grupo de muchachos y viajante de profesión, fue el encargado de comprar las camisetas. En primera instancia presentó las remeras del Central F.C., pero sus colores no conformaron. Schneider devolvió entonces las remeras y eligió otro juego al azar.
Llegaron entonces a San José las camisas blancas y negras a bastones verticales que utilizaba el Montevideo Wanderers Fútbol Club.

## Palmarés[2][3]
- Copa Nacional de Clubes (5): 2012, 2014, 2017, 2021, 2022.[4]
- Supercopa AUF-OFI (1): 2022
- Liga Departamental de Fútbol de San José (26): 1915, 1921, 1922, 1925, 1928, 1931, 1932, 1933, 1935, 1937, 1938, 1940, 1941, 1942, 1943, 1944, 1945, 1948, 1952, 1954, 1959, 1967, 1969, 1974, 1979, 1983.
- Liga Mayor de Fútbol de San José (6): 2006, 2010, 2011, 2013, 2015, 2019.